# 薩納戈蘭區
薩納戈蘭區（西班牙語：Distrito de Sanagorán），是秘魯的一個區，位於該國西北部拉利伯塔德大區的桑切斯卡里翁省，始建於1900年11月3日，面積324.38平方公里，海拔高度2,670米，2005年人口12,559，人口密度每平方公里39人。